# 盧彥勳
盧彥勳（英語：Rendy Lu Yen-hsun，1983年8月14日—），台灣職業網球選手，為台灣男子網壇創造了許多新紀錄，2010年溫布頓網球錦標賽中與男單五號種子安迪·洛迪克纏鬥五盤並勝出、闖進八強，寫下個人大滿貫單打最佳紀錄。生涯贏得29座ATP挑戰賽單打冠軍，為史上最多男單頭銜紀錄保持人。2010年10月，國際青年商會中華民國總會評選盧彥勳為第48屆十大傑出青年。盧彥勳的妻子為前監察委員錢林慧君之女錢瓊文。2014年10月30日，長子誕生。2017年10月雙胞胎兒子誕生。

## 生平

### 早年
盧彥勳出生在桃園縣，活雞中盤商人家，父母每晚午夜時間，進行點收、磅重、批發的工作。他的父母都是屏東九如人，其從小學開始就是同班、國中同校的青梅竹馬，1977年結婚後北上台北打拼，哥哥盧威儒出生時，父親盧慧源工作還不穩定，先後開過貨運，也賣過水果、打字機等不同的工作。直到1983年，盧彥勳出生這年透過親戚介紹，搬到臺北縣三重市，改當起活雞中盤商，生活才逐漸穩定。
他的名字是由母親使用姓名學的書，來為他命名的。1988年，盧彥勳五歲時，哥哥加入修德國小的網球隊，使從小喜愛網球的父親便常趁著店內休息後，帶著全家至網球場看哥哥練球，盧彥勳在耳濡目染下開啟了對網球的興趣，他在升上小二後亦加入該校網球隊（比別人早接觸網球，便成了他的優勢），有時他們全家會一同去打球，盧彥勳與大他四歲的哥哥比起來，其網球天份更為早慧，曾參加比賽拿過冠軍。。他小時候展露出好強不服輸的個性，有一次參加一個比賽，他只打到四強，結果沒有獎盃，他嚎啕大哭，後來父親私下訂製獎盃來安慰他，父母原本支持他打網球是用來培養興趣，將來升上國中後，便要把重心轉移到課業上。

### 青少年時期
盧彥勳晉升國中之際，一如多數升學至上的台灣家庭，父母一度也希望，他和哥哥一樣，國中起離開網球隊，專心回到學業。但他卻悶悶不樂，後來父母看他對網球無法忘懷，只好同意他繼續打球，進入有網球校隊的三重碧華國中就讀，平日不只跟著校隊練球，到了假日還另外跟教練學習、加強球技。盧彥勳國二那年首次出國，參加在泰國清邁舉行的東亞青少年網球賽，盧彥勳一舉奪冠，也因此贏得免費到歐洲，接受五個星期訓練和比賽的機會。由於家人無法陪同前往，加上語言的隔閡無法與隊友有較深入的互動，當時隻身在歐洲的盧彥勳曾打電話向家人訴苦。然而這趟歐洲之行也讓他眼界大開，除了磨練出自主的膽識，回國後更開始加強英文的學習。接著父親特別找來前台灣網球選手連玉輝，利用週末指導他。在連玉輝眼中，他極具潛力，但是容易因為情緒起伏，而影響到球場上的表現，因此除了教導技術，還得關切心理調適。
他在這段期間，網球方面在連玉輝專業的帶領，天天練球，課業方面則在父親嚴格督促下，也不荒廢，他不僅順利以體育保送生資格考上建國中學補校，高二那年在台北，拿到第一個國際青少年比賽的冠軍，接著網球排名一路竄上亞洲第一和青少年世界排名第三，在盧彥勳青少年時期的職業生涯，打敗過幾位未來ATP網壇中成為頂尖的球員，包括羅賓·索德靈、馬里奧·安契奇、菲利普·科爾施賴伯，青少年時期扶搖直上的亮麗成績，促使盧家再度面對新的抉擇，他們開始認真考慮，是否讓盧彥勳轉戰職業網壇。
2000年，盧彥勳升高三，青少年排名已高居亞洲第一，世界第七，6月和10月，就曾兩度到印尼，參加未來賽小試身手，由於沒有任何職業積分，必須從會外賽打起，雖然都打進會內賽，不過都是第一輪遇到頭號種子就落敗，而無法獲得積分。
父親逝世
12月4日，對盧彥勳來說是網球生涯重大轉折的一天，這天早上盧彥勳的父親才剛到國立體育學院和網球教練連玉輝討論過盧彥勳的未來，從來沒有心臟病史的他，但卻突然因為心肌梗塞過世。當時盧彥勳人在美國邁阿密，參加陽光盃國際青少年團體賽，接到家裡通知，整個人傻住，不願接受這個事實！父親的驟逝讓家中頓失經濟來源，因此他不得不放棄出國留學和就讀台灣大學等選擇，選擇就讀國立體育學院並且轉入職業網壇。
這時大四即將畢業的哥哥，只得代替爸爸的位子，一肩挑起培育盧彥勳的掌舵權。面對外界不看好的言論，他與家人決定化悲痛為力量
，當初設定打進職業網壇，是他與全家共同的夢想，也是父親未了的遺願，他為自己訂下，打進世界排名前一百的目標，期限在兩、三年內，若期限到了，卻沒有明顯的成績，那時便放棄網球，為自己未來另做打算。

### 未來賽時期
盧彥勳在2001至2003年主要參加未來賽，並獲得八個未來賽冠軍。
2001年，他18歲正式轉職業，然而網球職業選手，在名列前茅之前，難有獎金、難以支付專業需要的教練、防護員、體能訓練師和陪練員，加上台灣過去，在職業網壇的發展形同荒漠，使得他的網球之路起步很困難，歷經在印尼和日本，共四站的比賽，積分一分都沒拿到，但出國機票、交通食宿，就先花掉大把鈔票。
2001年4月，盧家以週薪一千美元，聘曾培訓連玉輝的韓國教練黃文哲兩個星期，陪同他到中國昆明參賽，首次有專業教練隨行指導，他在會外賽連過兩關，很有機會突破零積分窘境，卻在第三場賽前練習時，意外踩到同行好友吳信緯的腳，嚴重扭傷腳踝，不但無法比賽，醫生診斷要休養三個月。盧家萬萬沒有想到，想要拿到職業生涯第一分的過程，如此坎苛，但好強的他毫不氣餒，休養的兩個月時間裡，他還是到球場，坐著椅子練習揮拍。
2001年7月，他的傷勢尚未完全復原，就前往土耳其的伊斯坦堡，參加另一次未來賽，這次很順利地在會外賽連贏三場，打進會內賽，在第一輪以盤數2–1擊敗俄羅斯球員 柯洛提歐克 （页面存档备份，存于），拿到期盼以久，職業生涯第一分。獲得積分固然喜悅，但也讓盧家清楚體驗，闖蕩職業網壇的專業要求和投資現實，為了精進球技、維持巔峰狀態，每位職業網球球員需要專屬教練、防護員、體能訓練師和陪練員，而這些都需要經費。如果盧家想長期支持他打球，勢必要尋求外界贊助，當時擔任中研院院長的李遠哲成為他的忘年之交和雪中送炭的有緣人。
2001年7月起，他打球雖然有了企業贊助，總算可以支付國外交通食宿，但是經費仍不足以支聘專職教練，就更遑論防護員和體能訓練師等團隊了，他起初的後勤人力，就是母親和哥哥兩人。哥哥除了在自己電腦軟體工程師的工作之外，還得幫盧彥勳安排賽程，以及接洽贊助和擔任媒體公關，等於肩負另一個全職工作，尤其在盧彥勳轉職業第一年，當時大學剛畢業的哥哥，也曾經陪同他出國比賽。
2001年10月，在香港未來賽第二輪，哥哥就曾因為太投入勝負，在場邊幫他加油干擾對手，和來自澳洲的球員福特，引發口角衝突。這場比賽，盧彥勳不但打敗對手，在香港未來賽，他最後是以七連勝，拿到生涯第一座職業冠軍，他看到場邊的哥哥，激動地流下眼淚，因為他們對兄弟倆而言，這個冠軍意義重大！
2001年11月，贊助商「地中海俱樂部」曾主動出面，願意贊助他和支付教練費，因此他又與黃文哲展開合作關係，但是贊助商採取「事後報賬核銷」，意即參加完比賽，才能向贊助商請款，眼看他的職業網球路，漸入佳境，年底他的排名上升到543，之後他的排名仍不斷上升，排名再上升到329，但是他與教練之間有些摩擦，加上「地中海俱樂部」拖延給付教練費與旅費。2002年6月，他打完四站北京、天京四站衛星賽後，一直沒有收入的黃文哲主動終止與他的合作關係，他另外中止這項只對贊助商有利合約。
2002年7月，母親結束近二十年的活雞中盤商生意，開始代替哥哥陪他參加世界各國的巡迴賽，雖然他們的足跡遍佈全球三十幾個國家，不過從沒有享受過旅遊的愜意，除了行程奔波，還要照顧他的生活起居，情緒更是隨著輸贏產生巨大波動。看到他該贏的球卻落敗，除了要掩飾內心的失望，當他陷入低潮，情緒不佳時，母親還要扮演壓力宣洩的出口。雖然處於在這樣的波折中，他的成績仍然不斷挺進，世界排名從2001年一千名以外，到2002年底擠進前200名。
不過2003年一整年，排名依舊仍在180名左右，技術上沒有明顯進展，以土法煉鋼訓練的方式，終究還是讓盧彥勳遇到瓶頸。劉中興（網球球評） ：「最重要的是找到一個對的教練，有辦法幫他在技術層面的加強及選擇對的賽事，因為你可能去對的賽事，可以多拿到很多積分，你如果是找到不對的，可能一場就輸了，那也要花掉同樣的經費。第二個，找到對的團隊，這樣子出去，都還不見得可以名列前茅，更何況沒有這些資源的話，那我想要走職業是很辛苦。」2003年，盧彥勳成績停滯不前，4月中，他接受國家要求參加台維斯盃，他肩膀意外受傷，影響他這一年的狀況，不過卻也在這一年，結識對他之後的網球生涯，產生關鍵影響的德國籍教練霍多夫。

### 挑戰賽時期
盧彥勳經過前面三年未來賽的磨練與經驗上的累積與德籍教練霍多夫的指導後，2004年開始進入挑戰賽，他逐漸出現亮眼的表現，澳洲公開賽後，他所參加的五站挑戰賽中，獲得二座單打冠軍。之後他為了爭取參加雅典奧運會的機會，選擇去參加其他挑戰賽，放棄台維斯盃與烏茲別克之戰。5月，他的世界排名，首次進入前一百名，終於取得參加雅典奧運會與溫網會內賽的資格。
6月上旬，盧彥勳在倫敦女王草地賽，以黑馬之姿，讓大會第二種子中箭落馬，打敗當時世界排名第三與剛在法國公開賽獲得亞軍的阿根廷好手吉列爾莫·科里亞，這也是他生涯第一場，令人印象深刻的勝利代表作，緊接著，6月下旬的溫布頓錦標賽，他首次參加大滿貫系列賽，在第一輪擊敗捷克球員揚·瓦西克，拿下生涯第一場，大滿貫系列賽勝利，不過第二輪以盤數0–3不敵瑞典前雙打世界第一約納斯·比約克曼，在當年溫布頓比賽之後，雙方也正式簽約，霍多夫成為盧彥勳的經紀人。
7月，盧彥勳的世界排名首度進入前一百名，是台灣網壇首位闖進世界前一百名的男子球員。
辛辛那提大師賽，首輪遭遇前巴西籍世界第一古斯塔沃·库尔滕，與對方纏鬥三盤才落敗，雅典奧運會，首輪輸給芬蘭選手亞爾科·涅米寧，首次參加美網，結果首輪以盤數0–3敗給最後進入四強的瑞典選手約阿希姆·約翰松。
10月，盧彥勳參加在北京舉行的中國公開賽，他在第二輪與當時世界排名第五的大卫·纳尔班迪安交手，第一盤雙方打得難分難解，直到搶七決勝局，他才以8–6拿下第一盤，但是後兩盤都以4–6敗給對手，雖然遭到逆轉淘汰，不過他賽後受到纳尔班迪安的讚賞，也讓他感覺到網球選手對他的的尊敬。
盧彥勳：「回想起來那時我還打得很掙扎，兩百多名在那邊，經過一年半之後，居然到達一百名，覺得來得太快了，現在是一百名內，我可以大聲地講，我是一百名的球員，又可以第一次打ATP巡迴賽與參加四大滿貫賽，在那個時候覺得，我人生沒有什麼遺憾咧！」
盧彥勳的年終排名為82，他在2004年的豐收，霍多夫教練功不可沒，

### 世界巡迴賽時期
1月，盧彥勳和曾排名世界第五的萊納·舒特勒參加雙打賽事，他們在ATP世界巡迴賽等級的印度清奈公開賽首度拿到冠軍，這也是台灣網球史上首座ATP冠軍盃。不過卻好景不常，接下來一年內，他接連發生背部拉傷、右腳踝扭傷、左腳踝也嚴重扭傷。
澳網，第一輪對上荷蘭選手彼得·維塞爾斯，以盤數0–3遭到淘汰，之後在美國打了三站挑戰賽，排名不但滑落至百名外，更糟的是背部遭到拉傷。
他在烏茲別克費爾干納挑戰賽，拿下單打冠軍，他卻在下一站南韓釜山挑戰賽，八強對上南非球員衛斯理·穆迪時，右腳踝受傷，最後只好棄賽回到台灣接受治療。
溫網，他從會外賽開始打起，他又產生發高燒等感冒的情況，他仍堅持出賽，連過三關打進會內賽。第一輪對上曾獲得2001年澳網亞軍的法國選手阿諾·克萊芒，大戰五盤以盤數3–2艱苦晉級，第二輪對上塞爾維亞選手揚科·蒂普薩雷維奇，也同樣大戰五盤以2–3落敗。
9月，他參加越南公開賽時，他的左腳踝又受傷，比賽結束後，他只能坐著輪椅回台灣，一休養就是三個月，被迫提前結束剩下賽程，使他世界排名一路倒退，也讓他非常擔心之後的網球之路。
不過年底在新竹交通大學舉辦的球迷會，球迷的熱情，讓他暫時忘懷受傷的疑慮，他決定為接下來的新賽季，再重新開始奮鬥。

### 帶傷低潮期
在2006年初跌到160名外，原本霍多夫教練建議盧彥勳前往歐洲，接受專業運動醫療，但因為支付龐大，他考慮再三、一再拖延。
月底，夏威夷唯客樂挑戰賽，雖然他屆居亞軍，不過也讓他恢復信心，心中燃起回到世界前百名的念頭。
4月，台灣主辦維斯杯網球賽，盧彥勳因身上有傷，在醫師建議下沒有帶傷參賽。
8月，美網，賽前於紐約飯店休息時遭跳蚤咬傷，險些造成蜂窩性組織炎，身體狀況大受影響，在會外賽首輪遭到淘汰。
11月，傷後的盧彥勳回到挑戰賽後，連續四站進入四強（Rimouski、釜山、卡隆卓、Kawana）在卡隆卓擊敗澳洲球員彼得·盧扎克，奪得暌違18個月之久的單打冠軍，經過四站巡迴賽的好表現後，盧彥勳的年終排名是89。
杜哈亞運，他為台灣爭取到兩面銅牌（男子團體賽事與混雙賽事）。

### 2007年
1月，盧彥勳在前一年冬天與萊納·舒特勒、揚科·蒂普薩雷維奇在杜拜進行訓練，並且接受德國籍教練霍多夫的指導，這次訓練收到不錯的效果，在澳網首次進入第二輪，遭遇米哈伊爾·尤日尼落敗。
2月，盧彥勳在美國聖荷西男網賽第二輪遭遇前俄羅斯籍球王馬拉特·薩芬，結果激戰三盤落敗，隨後美國孟菲斯男網賽第二輪擊敗奧地利球員于爾根·梅爾策進入八強，輸給最後亞軍安迪·羅迪克。隨著孟菲斯強勢的表現，盧彥勳首次將排名上升到80位內。
4月，盧彥勳參加胡志明挑戰賽時，腰部發生劇痛，只好宣布棄賽。他體認到職業球員身體健康就是最大本錢，醫療花費是必要投資，於是設法安排盧彥勳赴德國復健。經過一個月之後，康復後的盧彥勳就再度回到職業球場。
7月，盧彥勳在加拿大格蘭比挑戰賽中奪得亞軍，世界排名也回到一百大關。
9月，他連續參與兩項ATP巡迴賽。在北京公開賽單打首輪落敗，但雙打首輪擊敗頭號種子、印度名將搭檔馬赫什·布帕蒂與罗翰·波柏纳，最終闖入決賽奪得亞軍。
11月，盧彥勳和謝淑薇聯手，首度為台灣贏得霍普曼盃亞洲區冠軍，並取得霍普曼盃世界組的參賽資格。隨後，盧彥勳緊接著參加睽違十四年舉辦的台灣男子職業網球挑戰賽，在決賽他受到上千球迷加油助威下，擊敗世界排名73的以色列選手杜迪·塞拉，為台灣留下冠軍盃。第一次在家鄉土地和國人面前，贏得職業賽冠軍，令他情緒格外激昂。

### 2008年

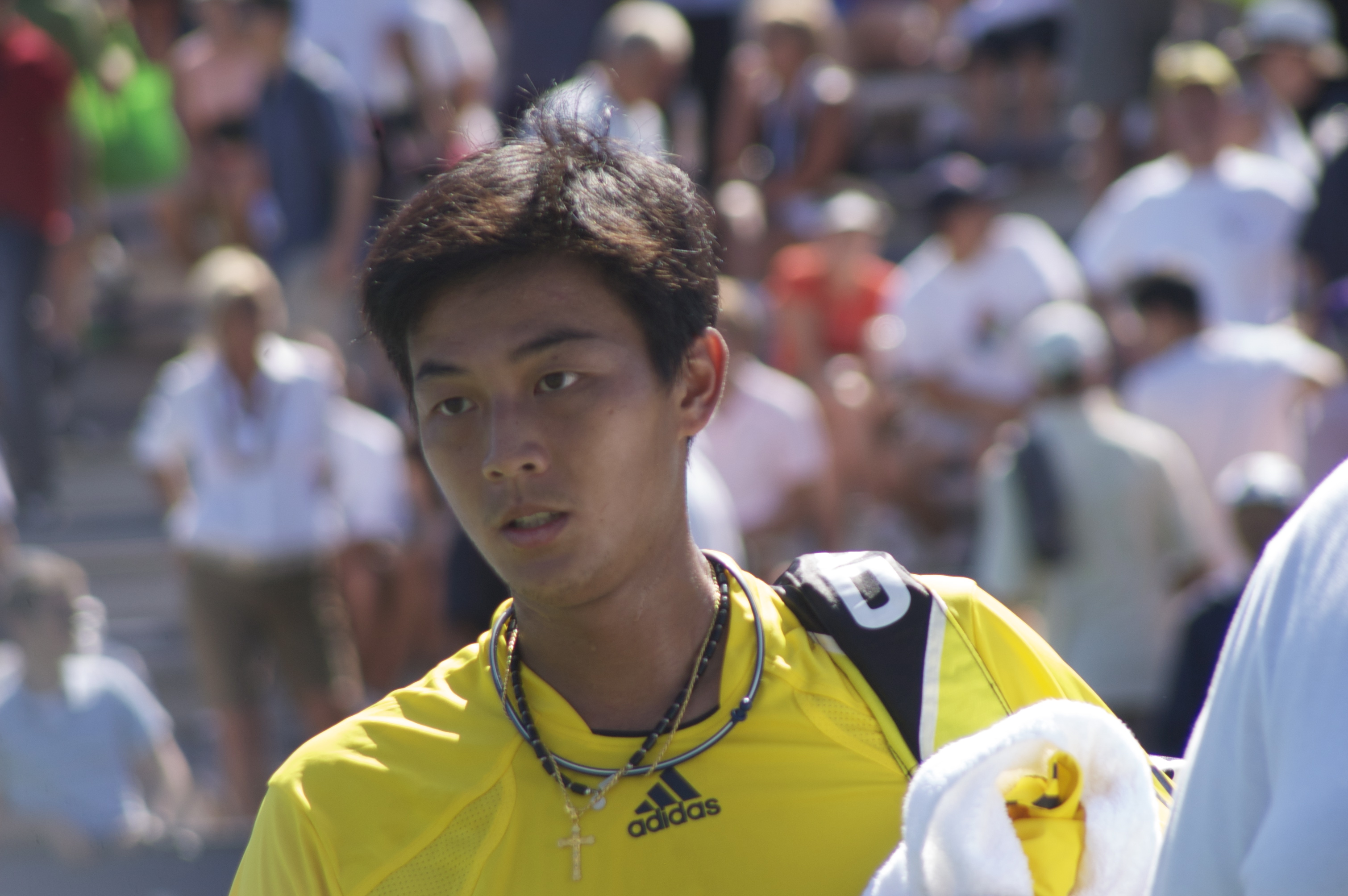
2008年在美國公開賽

1月初，盧彥勳和謝淑薇代表中華隊於澳洲伯斯參與第二十屆霍普曼盃世界組賽事，中華隊分別與塞爾維亞、阿根廷、法國進行小組賽。首戰對上塞爾維亞好手、世界第三的諾瓦克·喬科維奇奮戰三盤惜敗；對陣阿根廷時，則直落二擊敗曾世界前20的胡安·伊格納西奧·切拉，最終三戰全勝，中華隊獲得霍普曼盃參賽史上第一勝；法國之戰對陣阿諾·克萊芒則兩盤落敗。中華隊以分組第三作收。
在夏威夷威可洛亞（Waikoloa）挑戰賽單打一盤未失奪得冠軍、雙打四強，拿下個人第14座單打冠軍（ITF）。
4月中至5月底，盧彥勳為了取得直接進入北京奧運會單打會內賽的參賽資格，決定放棄紅土賽季，參加多項硬地挑戰賽事，連續四項賽事皆進入單打決賽：韓國釜山亞軍、西班牙蘭薩羅特島亞軍、印度新德里一冠一亞，5月底土耳其伊茲密爾挑戰賽則在第二輪落敗，藉由這些比賽所獲得的成果，雖然他的排名沒有進入前70，不過仍然取得北京奧運會的參賽資格。
8月中，盧彥勳在北京奧運會單打首輪，以7–65、6–4直落二擊敗當時世界排名第六、剛取得辛辛那提大師賽冠軍的英國好手安迪·穆雷，於是他興奮地向上狂吼，為已逝去的父親來報喜訊，最終在十六強再度敗給梅爾策。
月底美網首輪奮戰五盤擊敗厄瓜多球員尼古拉斯·拉潘蒂，取得美網單打首勝，首度進入第二輪。
在烏茲別克塔什干挑戰賽，以頭號種子奪得今年挑戰賽第三冠。月底兩項南韓挑戰賽事，雖然分別在首爾四強、釜山八強止步。賽後世界排名來到61位，首度逼近60大關，年終排名則收在64位。
11月，盧彥勳再度和謝淑薇聯手，於哈薩克舉辦的霍普曼盃亞洲區決賽擊敗哈薩克，二度奪得冠軍並取得世界組參賽資格。

### 2009年
1月，盧彥勳在澳洲公開賽第二輪中大戰五盤，結果爆冷擊敗曾世界前十的大衛·納班迪安
這場比賽的勝利，也讓他對網球戰術的運用，有了更深一層的體會，信心也提高了不少，雖然在第三輪敗給西班牙球員托米·羅布雷多，不過澳網之後，他的世界排名來到前六十左右，接下來便嘗試挑戰難度較高的ATP巡迴賽。
2月，戴雷海灘國際網球錦標賽，首輪又爆冷擊敗前世界第一萊頓·休伊特，這是他首次擊敗前世界第一的球員，過兩個月後，排名上升到55，正當他職業網球之路，看似越來越順遂時，沒想到在飛機往返途中一次不小心，讓他身心再受重創，彷彿從雲端跌回地獄。
在他獲得以色列挑戰賽冠軍之後，他發生頭痛、發燒等狀況，經過抽血檢查之後，原來他受到病毒侵襲，如此一來便無法應戰接下來的比賽，法國公開賽首輪，他打完一盤便棄賽，他經過兩週的休息後參加溫網，首輪遇到前世界球王羅傑·費德勒，雖然結果是直落三盤遭到淘汰，不過他自己也承認能在比賽中從「網球之神」費德勒手中打出幾記漂亮的球，也讓他增添了不少的勇氣。
由於病毒對他的體能仍然造成影響，加上他又參加ATP巡迴賽，沒有亮眼的表現。在10月時，他的排名掉出百名之外，11月，他在韓國仁川挑戰賽獲得冠軍。
這年在病毒影響之下，他的排名從55滑落至120，不過他在病毒影響的後半年，更增加了精神、體能和意志磨鋉，也讓他奠定了隔年向前衝的能量。

### 2010年
由於他的排名已經大幅滑落，他必須積極參賽來爭取積分，於是他連續角逐六個挑戰賽，其中在希臘雅典奪得雙冠、羅德島四強，在南韓釜山獲得亞軍。經過密集參賽之後，雖然獲得不少積分，不過也讓他身體狀況變差，心情上也變得有點厭戰，因此在教練的建議下，他並未全力準備法國公開賽，一來他的狀況不好，二來他並不擅長打紅土球場，因此在法網第一輪就遭到淘汰，雖然如此，也讓有充分的時間準備溫網。
來到溫布頓全英草地网球和门球俱乐部之前，他與萊納·舒特勒、班傑明·貝克爾兩位德國選手一同接受為期兩個星期的特訓，他的狀況也逐漸回溫，只是他在溫網前的草地熱身賽卻表現不佳，倫敦女王草地網賽首輪淘汰、伊斯特本網賽止步次輪，反而其他兩位德國選手分別打進四強和八強的成績，比賽結果讓他頗感失望，幸好教練不斷鼓勵他，才重拾信心應戰接下來的溫布頓。
他在溫布頓前三場比賽，以未失一盤的狀態首次打進大滿貫第四輪，也突破去年在澳網打進大滿貫第三輪的成績，不過第四輪的對手是前世界第一與三次闖進溫網決賽的美國選手安迪·羅迪克，儘管雙方的名氣與排名落差甚大因而不被看好，不過這場比賽開打前，他與羅迪克已在該年春季交手兩次，雖然兩戰告負，不過也讓他累積不少經驗與了解到羅迪克並非不可戰勝的，於是他決定奮力一搏，試圖再締造佳績。
6月28日，盧彥勳在溫布頓網球錦標賽男單16強戰中與第五種子羅迪克鏖戰4小時36分鐘，最终在決勝盤第十六局搶得此場比賽首個破發，以4–6、7-63、7–64、65–7、9–7擊敗對手，闖進男子單打八強。盧彥勳成為繼1995年松岡修造後，首位闖進溫網前八強的亞洲選手，也同時躋身「八強俱樂部（Last 8 Club）」，擁有終身可到溫布頓看球的禮遇。這場與羅迪克的五盤大戰，也被ATP選為該年度最爆冷門的比賽。
6月30日的八強戰中，盧彥勳對上當時單打世界排名第三的塞爾維亞選手諾瓦克·喬科維奇，在喬科維奇掌控全場局勢下，比賽時間1小時51分鐘連失三盤，以3–6、2–6、2–6的成績遭到淘汰，但此行仍為台灣網壇締造了一項新紀錄，另外排名大幅提升，由82上升至42。
盧彥勳在溫布頓錦標賽打到八強，對他而言格外具有意義，因為父親生前就希望，有一天能看到他在溫布頓的草地上打球。盧彥勳：「因為小時候，常常跟爸爸看網球轉播就是看溫布頓，所以特別對溫布頓最有印象和感覺，當我第一次踏上溫布頓，我覺得是替爸爸來到這裡。」
體委會在民進黨執政時，執行了為期四年的補助職業選手的「挑戰2008黃金計畫」，盧彥勳也在部落格上表示，獲得黃金計畫共約六百萬補助。但隨著計畫執行結束，盧彥勳只能另尋經濟援助。
8月，盧彥勳在多倫多加拿大大師賽，首次打進大師賽16強，先取得一盤的領先情況下，第二盤多次錯失破發點後，在第12局遭到對手首個破發則扳平盤數，之後他氣勢大衰加上體力不繼，在決勝盤連失六局，以7–65、5–7、0–6敗給德國選手菲利普·科爾施賴伯出局，不過世界排名再創新高，上升至40。
9月，美網首輪以4–6、6–4、2–6、3–6四盤不敵阿根廷選手胡安·伊格納西奧·切拉，而遭到淘汰出局。
10月，中網第二輪以3–6、6–3、1–6苦戰三盤不敵曾排名高達第四西班牙選手大衛·費雷爾。隔週上海大師賽，第二輪以64–7、3–6輸給義大利球員安德烈亞斯·塞皮。同月18日，盧彥勳獲得主辦單位的外卡參加南韓三星挑戰賽，決賽以6–3、6–4直落二盤擊敗南非球員凱文·安德森，拿下此站冠軍之後排名再創新高，上升至34位。接著轉戰聖彼得堡公開賽與大衛杜夫瑞士室內賽，單打皆在前兩輪出局，不過參加後者雙打賽事，他與塞爾維亞選手揚科·蒂普薩雷維奇搭檔，打到四強不敵美國布萊恩兄弟（鮑勃·布賴恩與邁克·布賴恩），隨即轉往廣州參加亞運賽事。該月初，國際青年商會中華民國總會評選盧彥勳為中華民國第48屆教育體育類十大傑出青年。
11月，他僅參加在廣州團體賽八強與菲律賓的單打比賽，隨後因為腰傷因素退出原先安排的男單與混雙賽事。期間接受中國大陸媒體網易專訪時，他說出「我覺得，這面金牌還是要留給自己，我們自己，中國，留在中國......不能夠把這面金牌落到別人手上去。」，時值台灣跆拳道國手楊淑君失格事件，台灣反中反韓熱潮正盛，此專訪一出，引發台灣討論盧彥勳國家認同錯亂問題，但同時亦有反面意見指出台灣體壇並未給予盧彥勳應有的待遇與幫助。盧彥勳隨後作出澄清，坦言在接受專訪時言詞不夠精確，並以身為台灣選手為榮。
12月，他出版自傳《盧彥勳的堅持》，並在同月4日結婚，與女友錢瓊文小姐完成終身大事，之後飛往非洲肯亞進行訓練，備戰隔年澳網。

### 2011年
1月初，盧彥勳接受蓬勃運動事業的邀請，與已退休世界名將安德烈·阿格西、馬拉特·沙芬、現役前十俄羅斯選手米哈伊爾·尤日尼及台灣球員王宇佐，分別在台北小巨蛋及高雄巨蛋進行傳奇再現 夢幻球星邀請賽，隨後前往雪梨參加雪梨男網賽，首輪遭遇法國球員吉爾·西蒙以0–6、3–6連失兩盤落敗。
澳洲網球公開賽首輪再度對陣西蒙，雖然先勝一盤，不過接著連失三盤，最終以7–63、2–6、4–6、2–6敗陣；雙打則和舒特勒搭配，止步第二輪。
2月，盧彥勳前往約翰尼斯堡參加南非公開賽，首輪敗給方進入澳網十六強的米洛斯·拉奥尼奇，雙打則是與蒂普薩雷維奇搭檔止步八強。隨後前往荷蘭鹿特丹、美國孟菲斯和杜拜網球錦標賽等地參加三項500分賽事，都是在首輪出局。
3月，盧彥勳與楊宗樺、陳迪與易楚寰代表中華隊前往中國上海進行台維斯盃第一輪賽事。盧彥勳雖然取得兩點，但最終以2–3不敵中國隊。美國加州印地安泉大師賽，單打首輪再度遭遇休伊特，此次以6–2、6–3獲勝，次輪遭遇拉脫維亞球員厄內斯特·古爾比斯，在第二盤握有賽末點情形下被逆轉，7–61、67–7、1–6落敗。美國佛州邁阿密大師賽，首輪以6–3、6–2直落二盤擊敗西班牙選手佩雷·里巴，但次輪遭遇尤日尼以1–6、0–6連失兩盤落敗。
5月，盧彥勳在馬德里大師賽以7–67、7–5擊敗西班牙地主與紅土好手費爾南多·貝爾達斯科，取得其職業生涯在ATP紅土單打賽事上的首場會內勝利。之後前往韓國釜山挑戰賽，可惜在準決賽止步。法網則在首輪不敵錦織圭。
6月，盧彥勳參加德國哈雷草地賽事，首輪擊敗前世界十三的亞爾科·涅米寧，次輪三盤不敵弗洛里安·邁爾。隔週參加英國伊斯特本草地賽事不敵米哈伊爾·庫庫什金。溫布頓網球錦標賽，首輪、次輪分別迎戰西班牙選手托米·羅布雷多與第13種子塞爾維亞選手維克托·特羅伊茨基皆以直落三獲勝，直至第三輪才不敵第19種子法國選手米卡埃爾·洛德拉。
7月開始北美賽事之旅，接連在亞特蘭大與洛杉磯挺進ATP賽事八強，分別遭遇美國選手約翰·伊斯內爾與瑞恩·哈里森落敗。
8月，美國網球公開賽，盧彥勳首輪不敵11號種子、法國球員若-威爾弗里德·特松加。
9月與10月，盧彥勳展開亞洲賽季。曼谷公開賽進入第二輪，三盤不敵吉爾·西蒙、上海大師賽從會外進入首輪，對上安迪·羅迪克三盤落敗。但在挑戰賽事有所斬獲，分別在寧波站及首爾站奪得冠軍。隨後，盧彥勳赴肯亞進行冬訓。

### 2012年
1月，盧彥勳先在印度清奈獲得今年首勝，隨後來到澳洲，在澳網晉級第三輪，不敵十一號種子、阿根廷球員胡安·馬丁·德爾波特羅。2月連續參加伯尼、卡隆卓與新加坡挑戰賽，並在新加坡奪冠。
3月北美大師賽，盧彥勳在印地安泉首輪不敵丹尼斯·伊斯托明，在邁阿密首輪擊敗亞爾科·涅米寧，但在次輪因落枕傷勢退賽。
4月，在返台休養及訓練後，盧彥勳在高雄海碩國際男子網球挑戰賽名列第一種子，單打止步八強，雙打則在四強落敗。5月轉往法國紅土賽事，分別在尼斯與法網首輪出局，但雙打與添田豪搭檔獲得在法網生涯首場會內勝利。
6月，盧彥勳在倫敦女王草地賽首輪三盤擊敗伊戈爾·庫尼岑，次輪經歷三盤決勝局戰勝伊沃·卡洛維奇，第三輪與賽會第三種子、時排名世界第八的揚科·蒂普薩雷維奇交手首度勝出。雖然在八強與馬林·契利奇交手時因傷退賽，仍創下生涯在女王草地俱樂部最佳成績。受傷勢影響，連續在伊斯特本與溫布敦不敵瑞恩·哈里森，並在倫敦奧運首輪與Malek Jaziri交手落敗。
8月，盧彥勳在多倫多大師賽首輪不敵法比奧·福尼尼，於辛辛那提大師賽則從會外接連擊敗厄內斯特·古爾比斯、亞歷杭德羅·法亞、會內再擊敗波蘭Lukasz Kubot取得在辛辛那提的會內賽首勝，次輪不敵捷克第五種子托馬什·貝爾迪赫。
9月，盧彥勳在上海挑戰賽獲得冠軍；曼谷男網賽，與達賴·午東措克以外卡身分拿下生涯第二座ATP雙打冠軍。
10月，盧彥勳在中國網球公開賽晉級第二輪，不敵費利西亞諾·洛佩斯；隔週上海大師賽也挺進第二輪，遭遇羅傑·費德勒止步。月底在南韓首爾奪得挑戰賽冠軍，並完成該賽事三連霸。

### 2014年～2016年
2014年1月，盧彥勳在奧克蘭公開賽晉級決賽，但是在決賽中輸給了約翰·伊斯內爾。
8月，盧彥勳在辛辛那提大師賽追平自己的大師賽記錄（十六強）。
2015年1月，盧彥勳先在印度清奈獲得今年首勝，他生涯第3度獲得ATP雙打決賽冠軍。
2016年盧彥勳受到手腕開刀影響所致，休息了5個月後，一直到今年5月首爾挑戰賽才復出，經過首爾、曼徹斯特兩站亞軍之外，隨即在英國瑟比頓(Surbiton)、伊爾克利(Ilkley)打下10連勝連兩站冠軍，雖然在9月高雄海碩盃衛冕失利，但接著又10月又在宿州、寧波兩站封王，今年以挑戰4站冠軍、2站亞軍結束賽季。
新球季以元月2日開始的清奈網球公開賽展開新的賽季。

### 台維斯盃賽事
盧彥勳從2001年開始代表中華隊參與台維斯盃賽事，到目前為止取得單打14勝8負、雙打6勝5負的成績。他是讓中華隊2003年得以重返亞大區第一級的推手之一。該年盧彥勳與王宇佐、陳迪、鄭為仁代表中華隊，二月先在臺北市立體育學院以4–1擊退哈薩克隊，四月前往中國武漢客場作戰，以3–2贏得勝利；九月重回主場出戰，在高雄陽明網球中心以4–1擊敗中國香港，使中華隊自1996年後再度重回亞大一組。該年與王宇佐搭配之雙打三場全勝。
2005年，三月首輪對上日本，儘管帶傷出賽，他仍然單打兩戰全勝，最終讓台灣以3–2逆轉獲勝，可惜五月客場對上巴基斯坦落敗，無緣晉級世界組升降賽。
2006年，亞大區第一級首輪對巴基斯坦，由於前一年腳傷方癒，又剛在夏威夷挑戰賽拉傷胸肌，狀況並非最佳狀態，加上台灣網協只用公文來詢問他參賽的意願，他認為網協缺乏誠意，因此拒絕台維斯盃徵召，召致台灣一些媒體批評他不愛國，但也有媒體和其他運動員為他緩頰四月，次輪主場對南韓，雖然在名單之列，但在醫師會診下仍被建議別下場參賽，最後中華隊以1–4落敗，二度止步在升降賽之前。
2007年，亞大一組首輪對陣泰國，盧彥勳聯合王宇佐和陳迪，三名國手委託共同好友、台灣加油發起人楊蕙如向網球協會爭取權益，要求選擇室內球場、有防護人員、外籍教練指導、場外有穿線師、賽前保險及出賽選手一萬美元出場津貼。隨後對網協提出「肖像權自主」、「合理訂定培訓計畫」、「積極尋找贊助廠商」等三點聲明，希望網協在徵召選手的過程中，表現出對球員的尊重。結果盧彥勳反而被禁止參賽，最終台灣以2–3敗給泰國。4月，盧彥勳發生椎間盤突出的腰傷，但仍帶傷回台灣參與台維斯盃對陣中國的賽事，最後幫助中華隊3–2擊敗中國隊。
2008年，2月台維斯盃亞大一組第一輪，盧彥勳與陳迪、王宇佐及楊宗樺代表中華隊於高雄陽明網球中心出戰由前球王萊頓·休伊特領軍的澳洲隊。盧彥勳於第二點對上澳洲隊第二單打克里斯·古奇奧內直落三落敗，第三點雙打與王宇佐搭檔，對上休伊特與保羅·亨利則力戰五盤惜敗，最終中華隊以1–4敗陣。四月，亞大一組附加賽第一輪由盧彥勳與陳迪代表中華隊客場對陣哈薩克，盧彥勳兩點單打皆直落三獲勝，雙打與陳迪搭配則四盤落敗；最終中華隊以3–2獲勝，保住亞大一組資格。

## 適逢幫助

### 李遠哲
李遠哲在一次到修德國小打網球時注意到盧彥勳，從此一路幫助他，如尋找贊助商、協調他與網協的關係、精神上的支持等等，2010年在溫布頓網球錦標賽晉級十六強時，盧彥勳便曾經公開感謝過李遠哲。

### 霍多夫
盧彥勳早期在巡迴賽征戰時，德國籍教練霍多夫，已經觀察過他幾次比賽，也擁有一家經紀公司，他主動邀請盧彥勳在年終八強賽，擔任他旗下，當時世界排名第五舒特勒的陪練員，從此開啟雙方合作關係。盧彥勳：「那時他帶給我非常大的轉變，一位職業球員是如何去做的、如何去當、如何去訓練，不只在球場上面，比賽結束後要怎麼樣去保護、放鬆自己、飲食上的注意，然後還有哪些應該注意的，他說：『這都是你的功課。』」，2004年，霍多夫開始協助盧彥勳安排賽程、訓練方式後，他才開始屢有佳績出現。

### 其他
不止上述兩位對盧彥勳有著莫大的幫助，其他的幫助如海外留學生與台灣加油隊、前網球選手連玉輝、防護員葉恩等等，對於他有著不同層面的幫助。海外留學生常到現場幫盧彥勳加油，給予在國外孤軍奮戰的他在於精神上的支持、連玉輝從早期執教他，他轉入職業後也幫助他規劃賽程，葉恩用專業的技術來為他治療在球場上所發生的運動傷害，另外也作為他與德籍教練霍多夫的溝通橋梁。

## 感情生活
盧彥勳與妻子錢瓊文於2003年夏天相識，當時曾多次和盧彥勳搭配混合雙打的女網國手謝淑薇，在日本比賽時先結識了在日本遊玩的錢瓊文，而謝淑薇希望後者能為男子球員加油，是以聯絡當時即將參加台維斯盃的盧彥勳，讓他們先在電話認識。
9月，錢瓊文依約回台觀看台維斯盃，賽後盧彥勳主動約她喝咖啡，兩人第一次見面相談甚歡。認識半年後，提出正式交往的要求而成為情侶，但因為盧彥勳經常出國比賽而聚少離多，兩人大部分時間只能透過電話和網路MSN維繫感情，尤其是盧彥勳對於網球比賽和訓練一絲不苟，即使女友也要放在一邊，兩人也因為這樣幾度吵架，經過溝通之後，錢瓊文了解到盧彥勳對於網球的執著，最終選擇支持和體諒，讓盧彥勳很感動。
錢瓊文兩人交往的事保密到家，直到與盧彥勳交往兩年後，才讓母親知道她有交男朋友。她的母親的錢林慧君起初對於他們的交往感到意外，在了解盧彥勳的為人與職業後很快就釋疑，並且支持他們交往。
2010年12月4日，盧彥勳和錢瓊文結為連理，錢瓊文也首次在媒體面前談到她眼中的盧彥勳：「盧彥勳的優點是他做什麼事都很用心，不論是打球或對我或是對家人，以及不管做什麼事情，他都很用心。」

## 評價
盧彥勳選擇的是一條台灣人未走過的路、一條艱難的路，台灣整體網球環境並不完善，盧彥勳基本上是靠著本身的努力與恒心、毅力的堅持，家人的支持，終於在2010年溫網單打16強戰中，擊敗美國前世界球王羅迪克，而一戰成名，可說是所謂「十年寒窗無人問，一舉成名天下知。」十多年的辛勤耕耘與磨難挫折，終於在勝利的那一刻，轉變為甜美的果實，雖然盧彥勳不是最強的但是他絕對是最努力的一個球員。

## 技術分析
盧彥勳早期的打法屬於底線防守型，步伐輕盈、移位迅速，反拍與接發球是他的優點之一，接受德籍教練霍多夫的指導後，改善發球與正拍，技術上的弱點，近期改為較常主導進攻與增加上網頻率，也大膽嘗試用不同的戰術來取得關鍵分。

### 裝備
盧彥勳的贊助商是愛迪達（服裝與球鞋）、Head（球拍）、台灣中油與中華電信。在球場上，盧彥勳使用Head的Flexpoint Instinct（球拍）、Alu Big Banger（線）、Tournagrip（吸汗帶）、Saab 汽車 Taiwan (300萬現金與一部價值178萬的 Saab （页面存档备份，存于） 9-3 2.0T Linear)趨勢科技、SIGNUM、豪利時、哈根達斯、Beistegui Hermanos S.A.

## 生涯成績統計

### 單打
| 單打賽事紀錄                                |
| ATP 國際巡迴賽／世界巡迴賽 250賽（0冠/1亞） |
| ATP 挑戰賽（29冠/17亞）                     |
| ITF 未來賽（8冠/2亞）                       |

 ATP單打決賽 
| 結果 | 年份          | 賽事   | 場地     | 決賽對手      | 比分       |
| 亞軍 | 2014年1月11日 | 奧克蘭 | 室外硬地 | 約翰·伊斯內爾 | 64–7、67–7 |

 ATP挑戰賽及未來賽-單打決賽 
| 結果 | 年份           | 賽事            | 場地     | 決賽對手             | 比分             |
| 冠軍 | 2001年10月6日  | F1 (香港)       | 室外硬地 | Peter Handoyo        | 6–3、6–4         |
| 亞軍 | 2001年11月25日 | F1 (河內)       | 室外硬地 | Aisam-ul-Haq Qureshi | 4–6、3–4 (退賽)  |
| 冠軍 | 2002年2月17日  | F1 (拉馬特沙龍) | 室外硬地 | Nir Welgreen         | 6–4、6–4         |
| 冠軍 | 2002年4月21日  | F1 (昆明)       | 室外硬地 | Benjamin Cassaigne   | 6–4、3–6、7–65   |
| 冠軍 | 2002年4月28日  | F2 (昆明)       | 室外硬地 | Benjamin Cassaigne   | 2–6、7–66、6–3   |
| 冠軍 | 2002年9月15日  | F7 (柏市)       | 室外硬地 | 寺地貴弘             | 6–2、6–2         |
| 冠軍 | 2003年4月20日  | F1 (台州)       | 室外硬地 | 朱本強               | 7–65、6–2        |
| 冠軍 | 2003年9月7日   | F6 (柏市)       | 室外硬地 | 石見資               | 6–1、3–6、6–1    |
| 亞軍 | 2003年9月13日  | F7 (埼玉縣)     | 室外硬地 | 寺地貴弘             | 2–6 (退賽)       |
| 冠軍 | 2003年11月2日  | F30 (哈蒙德)    | 室外硬地 | Lesley Joseph        | 6–2、6–2         |
| 冠軍 | 2004年2月15日  | 喬普林          | 室內硬地 | Glenn Weiner         | 6–4、6–2         |
| 亞軍 | 2004年2月29日  | 胡志明市        | 室外硬地 | Arvind Parmar        | 3–6、7–63、3–6   |
| 亞軍 | 2004年3月7日   | 京都            | 室內地毯 | Michal Tabara        | 6–75、3–4 (退賽) |
| 冠軍 | 2004年3月28日  | 伯爾尼          | 室外硬地 | 羅伯特·林德斯泰特    | 6–3、6–0         |
| 亞軍 | 2004年4月4日   | 釜山            | 室外硬地 | 亞歷山大·佩亞        | 3–6、7–5、3–6    |
| 亞軍 | 2004年4月25日  | 墨西哥城        | 室外硬地 | 傑夫·莫里森          | 6–4、6–73、2–6   |
| 冠軍 | 2004年11月7日  | 卡隆卓(1)       | 室外硬地 | 寺地 貴弘            | 6–0、7–5         |
| 冠軍 | 2005年5月20日  | 費爾干納        | 室外硬地 | 达赖·午东措克        | 6–1、7–63        |
| 亞軍 | 2006年1月29日  | 夏威夷          | 室外硬地 | 弗蘭克·丹切維奇      | 7–615、2–6、2–6  |
| 亞軍 | 2006年3月12日  | 京都            | 室內地毯 | 尼古拉·馬俞          | 4–6、1–6         |
| 亞軍 | 2006年11月5日  | 林木斯基        | 室內地毯 | 基斯迪安·比斯        | 4–6、65–7        |
| 冠軍 | 2006年11月19日 | 卡隆卓(2)       | 室外硬地 | 彼得·盧扎克          | 6–3、6–1         |
| 亞軍 | 2006年11月26日 | 卡瓦納          | 室外硬地 | Julien Jeanpierre    | 3–6、6–1、4–6    |
| 亞軍 | 2007年7月29日  | 格蘭比          | 室外硬地 | 鈴木貴男             | 4–6、4–6         |
| 亞軍 | 2007年10月14日 | 沙加緬度        | 室外硬地 | Wayne Odesnik        | 2–6、3–6         |
| 冠軍 | 2007年11月12日 | 高雄            | 室外硬地 | 杜迪·塞拉            | 6–3、6–3         |
| 冠軍 | 2008年1月21日  | 夏威夷          | 室外硬地 | 文斯·斯佩迪亞        | 6–2、6–0         |
| 亞軍 | 2008年4月20日  | 釜山            | 室外硬地 | 添田 豪              | 2–6、0–0 (退賽)  |
| 亞軍 | 2008年5月3日   | 蘭薩羅特島      | 室外硬地 | Stephane Bohli       | 3–6、4–6         |
| 冠軍 | 2008年5月17日  | 新德里          | 室外硬地 | Brendan Evans        | 5–7、7–65、 6–3  |
| 亞軍 | 2008年5月24日  | 新德里          | 室外硬地 | 添田豪               | 3–6、6–3、4–6    |
| 冠軍 | 2008年10月19日 | 塔什干          | 室外硬地 | Mathieu Montcourt    | 6–3、6–2         |
| 冠軍 | 2009年5月9日   | 拉马特沙龙      | 室外硬地 | 班傑明·貝克爾        | 6–3、3–1 (退賽)  |
| 冠軍 | 2009年11月8日  | 春川            | 室外硬地 | Igor Sijsling        | 6–2、6–3         |
| 冠軍 | 2010年4月25日  | 雅典            | 室外硬地 | 萊納·舒特勒          | 3–6、7–63、6–4   |
| 亞軍 | 2010年5月16日  | 釜山            | 室外硬地 | 林永奎               | 1–6、4–6         |
| 冠軍 | 2010年10月24日 | 首爾(1)         | 室外硬地 | 凱文·安德森          | 6–3、6–4         |
| 冠軍 | 2011年9月18日  | 寧波            | 室外硬地 | Jürgen Zopp          | 6–2、3–6、6–1    |
| 冠軍 | 2011年10月23日 | 首爾(2)         | 室外硬地 | 王宇佐               | 7–5、6–3         |
| 冠軍 | 2012年3月4日   | 新加坡          | 室外硬地 | 添田豪               | 6–3、6–4         |
| 冠軍 | 2012年9月9日   | 上海            | 室外硬地 | Peter Gojowczyk      | 6–3、6–4         |
| 冠軍 | 2012年10月28日 | 首爾(3)         | 室外硬地 | 杉田祐一             | 6–3、7–64        |
| 冠軍 | 2013年7月14日  | 北京            | 室外硬地 | 添田豪               | 6–2、6–4         |
| 冠軍 | 2013年9月22日  | 高雄            | 室外硬地 | 尤奇·班布里          | 6–4、6–3         |
| 冠軍 | 2014年7月20日  | 高雄(2)         | 室外硬地 | 盧卡·瓦尼            | 67–7、6–4、6–4   |
| 冠軍 | 2015年10月25日 | 寧波(2)         | 室外硬地 | 于爾根·佐普          | 7–63、6–1        |
| 亞軍 | 2016年5月15日  | 首爾            | 室外硬地 | 謝爾蓋·斯坦高夫斯基  | 6–4、6–1、67–7   |
| 亞軍 | 2016年6月5日   | 曼徹斯特        | 室外草地 | 達斯汀·布朗          | 65–7、1–6        |
| 冠軍 | 2016年6月13日  | 瑟比頓          | 室外草地 | 馬利尤斯·科皮爾      | 7–5、7–611       |
| 冠軍 | 2016年6月20日  | 伊爾克利        | 室內硬地 | 文生·米拉特          | 7–64、6-2        |
| 冠軍 | 2016年10月24日 | 寧波(3)         | 室外硬地 | 守屋宏紀             | 6–3、6-1         |
| 冠軍 | 2016年10月30日 | 宿州            | 室外硬地 | 柯茲洛夫             | 6–0、6-1         |
| 冠軍 | 2017年4月23日  | 臺北            | 室內硬地 | 伊藤龍馬             | 6–1、7-64        |
| 冠軍 | 2017年8月6日   | 成都            | 室外硬地 | 伊夫尼·多斯科伊      | 6–3、6–4         |
| 冠軍 | 2017年8月12日  | 濟南            | 室外硬地 | 里查達斯·貝蘭基斯    | 6–3、6–1         |
| 亞軍 | 2017年9月17日  | 上海            | 室外硬地 | 吳易昺               | 6–76 (退賽)      |

單打主要賽事戰績
| 巡迴賽             | 2000            | 2001            | 2002            | 2003            | 2004            | 2005            | 2006            | 2007            | 2008            | 2009                | 2010                | 2011                | 2012                | 2013                | 2014                | 2015                | 2016                | 2017                | 2018                | 生涯勝–負 |
| ------------------ | --------------- | --------------- | --------------- | --------------- | --------------- | --------------- | --------------- | --------------- | --------------- | ------------------- | ------------------- | ------------------- | ------------------- | ------------------- | ------------------- | ------------------- | ------------------- | ------------------- | ------------------- | --------- |
| 澳洲公開賽         | A               | A               | A               | A               | A               | 1R              | 1R              | 2R              | 1R              | 3R                  | 1R                  | 1R                  | 3R                  | 2R                  | 2R                  | 1R                  | A                   | 1R                  | A                   | 7–12      |
| 法國公開賽         | A               | A               | A               | A               | A               | A               | A               | 1R              | A               | 1R                  | 1R                  | 1R                  | 1R                  | 2R                  | 1R                  | 2R                  | 1R                  | 1R                  | A                   | 2–9       |
| 溫布頓錦標賽       | A               | A               | A               | A               | 2R              | 2R              | 1R              | 1R              | 1R              | 1R                  | QF                  | 3R                  | 1R                  | 2R                  | 2R                  | 1R                  | 2R                  | 1R                  | A                   | 11–14     |
| 美國公開賽         | A               | A               | A               | A               | 1R              | A               | A               | A               | 2R              | 1R                  | 1R                  | 1R                  | 1R                  | 2R                  | 1R                  | 1R                  | 1R                  | 2R                  | A                   | 3–11      |
| 大滿貫 勝-負       | 0-0             | 0-0             | 0-0             | 0-0             | 1-2             | 1-2             | 0-2             | 1-3             | 1-3             | 2-4                 | 4-4                 | 2-4                 | 2-4                 | 4-4                 | 2-4                 | 1-4                 | 1-3                 | 1-4                 | 0-0                 | 23-46     |
| 印第安維爾斯大師賽 | A               | A               | A               | A               | A               | A               | A               | A               | 1R              | 2R                  | 2R                  | 2R                  | 1R                  | 3R                  | 3R                  | 1R                  | A                   | 1R                  | A                   | 7–9       |
| 邁阿密大師賽       | A               | A               | A               | A               | A               | A               | A               | A               | 1R              | 2R                  | 2R                  | 2R                  | 2R                  | 2R                  | 2R                  | 1R                  | A                   | 2R                  | A                   | 7–9       |
| 蒙地卡羅大師賽     | A               | A               | A               | A               | A               | A               | A               | A               | A               | A                   | A                   | A                   | A                   | A                   | 2R                  | A                   | A                   | A                   | A                   | 1–1       |
| 羅馬大師賽         | A               | A               | A               | A               | A               | A               | A               | A               | A               | A                   | A                   | A                   | A                   | A                   | A                   | A                   | A                   | A                   | A                   | 0–0       |
| 馬德里大師賽       | A               | A               | A               | A               | A               | A               | A               | A               | A               | A                   | A                   | 2R                  | A                   | A                   | A                   | A                   | A                   | A                   | A                   | 1–1       |
| 加拿大大師賽       | A               | A               | A               | A               | A               | A               | A               | A               | LQ              | 1R                  | 3R                  | 1R                  | 1R                  | 1R                  | 2R                  | 1R                  | 2R                  | A                   | A                   | 4–8       |
| 辛辛那提大師賽     | A               | A               | A               | A               | 1R              | A               | A               | A               | A               | 1R                  | 1R                  | A                   | 2R                  | 1R                  | 3R                  | 1R                  | LQ                  | A                   | A                   | 3–6       |
| 上海大師賽         | 非ATP大師系列賽 | 非ATP大師系列賽 | 非ATP大師系列賽 | 非ATP大師系列賽 | 非ATP大師系列賽 | 非ATP大師系列賽 | 非ATP大師系列賽 | 非ATP大師系列賽 | 非ATP大師系列賽 | A                   | 2R                  | 1R                  | 2R                  | LQ                  | 2R                  | 1R                  | LQ                  | LQ                  | A                   | 3–5       |
| 巴黎大師賽         | A               | A               | A               | A               | A               | A               | A               | A               | A               | A                   | A                   | A                   | A                   | A                   | 1R                  | A                   | A                   | A                   |                     | 0–1       |
| 漢堡大師賽         | A               | A               | A               | A               | A               | A               | A               | A               | A               | 非ATP大師賽         | 非ATP大師賽         | 非ATP大師賽         | 非ATP大師賽         | 非ATP大師賽         | 非ATP大師賽         | 非ATP大師賽         | 非ATP大師賽         | 非ATP大師賽         | 非ATP大師賽         | 0–0       |
| 年終總決賽         | NQ              | NQ              | NQ              | NQ              | NQ              | NQ              | NQ              | NQ              | NQ              | NQ                  | NQ                  | NQ                  | NQ                  | NQ                  | NQ                  | NQ                  | NQ                  | NQ                  |                     | 0–0       |
| 夏季奧運會         | A               | 非奧運舉辦年    | 非奧運舉辦年    | 非奧運舉辦年    | 1R              | 非奧運舉辦年    | 非奧運舉辦年    | 非奧運舉辦年    | 3R              | 非奧運舉辦年        | 非奧運舉辦年        | 非奧運舉辦年        | 1R                  | 非奧運舉辦年        | 非奧運舉辦年        | 非奧運舉辦年        | 1R                  | 非奧運舉辦年        | 非奧運舉辦年        | 2–4       |
| 冠軍數             | 0               | 0               | 0               | 0               | 0               | 0               | 0               | 0               | 0               | 0                   | 0                   | 0                   | 0                   | 0                   | 0                   | 0                   | 0                   | 0                   | 0                   | 0         |
| 硬地球場 勝-負     | 0–0             | 1–0             | 0–0             | 2–1             | 2–7             | 3–6             | 1–5             | 6–11            | 11–12           | 9–17                | 10–16               | 8–15                | 8–12                | 13–14               | 20–16               | 15–15               | 6–7                 | 9–12                | 0–0                 | 124–166   |
| 草地球場 勝-負     | 0–0             | 0–0             | 0–0             | 0–0             | 3–3             | 2–2             | 1–2             | 0–2             | 0–3             | 1–3                 | 5–3                 | 3–3                 | 4–4                 | 2–2                 | 3–2                 | 3–4                 | 1–1                 | 0–1                 | 0–0                 | 28–35     |
| 地毯球場 勝-負     | 0–0             | 0–0             | 0–0             | 1–1             | 0–0             | 1–0             | 0–0             | 1–1             | 0–0             | 非ATP巡迴賽賽事用地 | 非ATP巡迴賽賽事用地 | 非ATP巡迴賽賽事用地 | 非ATP巡迴賽賽事用地 | 非ATP巡迴賽賽事用地 | 非ATP巡迴賽賽事用地 | 非ATP巡迴賽賽事用地 | 非ATP巡迴賽賽事用地 | 非ATP巡迴賽賽事用地 | 非ATP巡迴賽賽事用地 | 3–2       |
| 紅土球場 勝-負     | 0–0             | 1–1             | 0–0             | 0–0             | 0–0             | 0–0             | 0–0             | 0–1             | 0–0             | 0–3                 | 0–1                 | 1–3                 | 0–2                 | 2–1                 | 1–3                 | 1–2                 | 0–1                 | 0–1                 | 0–0                 | 6–19      |
| 總計 勝-負         | 0–0             | 2–1             | 0–0             | 3–2             | 5–10            | 6–8             | 2–7             | 7–15            | 11–15           | 10–23               | 15–20               | 12–21               | 12–18               | 17–17               | 24–21               | 19–21               | 7–9                 | 9–14                | 0–0                 | 161–222   |
| 年終排名           | N/A             | 543             | 192             | 190             | 87              | 158             | 89              | 110             | 64              | 98                  | 35                  | 82                  | 60                  | 65                  | 38                  | 77                  | 64                  | 71                  |                     | N/A       |

A = 並未參加該項賽事。
LQ = 於會外賽落敗。

### 雙打
| 雙打賽事紀錄                                |
| ATP 國際巡迴賽／世界巡迴賽 250賽（3冠/3亞） |
| ATP 挑戰賽（13冠/6亞）                      |
| ITF 未來賽（6冠/6亞）                       |

雙打決賽
| 結果 | 年份           | 賽事               | 場地     | 搭檔                                   | 決賽對手                                                                          | 比分              |
| 亞軍 | 2002年7月28日  | 喬爾敦平原市挑戰賽 | 室外硬地 | 達賴·午東措克                          | Alejandro Hernández Daniel Melo                                                   | W/O               |
| 冠軍 | 2002年12月1日  | 橫濱挑戰賽         | 室內地毯 | 達賴·午東措克                          | Ivo Karlović Mark Nielsen （页面存档备份，存于）                                  | 7–65、6–3         |
| 冠軍 | 2003年7月13日  | 格蘭比挑戰賽       | 室外硬地 | 達賴·午東措克                          | Josh Goffi （页面存档备份，存于） Ryan Sachire                                    | 6–74、6–4、7–60   |
| 冠軍 | 2003年11月16日 | 奧斯汀挑戰賽       | 室外硬地 | Jason Marshall （页面存档备份，存于）  | Josh Goffi （页面存档备份，存于） Tripp Phillips                                  | 6–2、2–6、6–3     |
| 冠軍 | 2004年2月15日  | 喬普林挑戰賽       | 室內硬地 | Bruno Soares                           | Brian Baker Rajeev Ram                                                            | 3–6、6–1、6–1     |
| 亞軍 | 2004年3月7日   | 京都挑戰賽         | 室內地毯 | Jason Marshall （页面存档备份，存于）  | 里克·德霍伊斯特 Fred Hemmes （页面存档备份，存于）                                | 3–6、7–68、4–6    |
| 冠軍 | 2004年3月28日  | 伯爾尼挑戰賽       | 室外硬地 | 里克·德霍伊斯特                        | Leonardo Azzaro （页面存档备份，存于） 奧利弗·馬拉克                              | 6–3、1–6、7–5     |
| 亞軍 | 2004年4月25日  | 墨西哥城挑戰賽     | 室外硬地 | 達賴·午東措克                          | Nathan Healey 托馬斯·凱托拉                                                       | 5–7、6–76         |
| 冠軍 | 2004年11月7日  | 卡隆卓挑戰賽       | 室內硬地 | Luke Bourgeois （页面存档备份，存于）  | Mark Hlawaty （页面存档备份，存于） Shannon Nettle （页面存档备份，存于）         | 7–62、7–5         |
| 冠軍 | 2004年11月21日 | 赫爾辛基挑戰賽     | 室內硬地 | 羅伯特·林德斯泰特                      | Gianluca Bazzica （页面存档备份，存于） Massimo Dell'Acqua （页面存档备份，存于） | 6–2、6–2          |
| 冠軍 | 2005年1月9日   | 清奈公開賽         | 室外硬地 | 萊納·舒特勒                            | 約納斯·比約克曼 马赫什·布帕蒂                                                     | 7–5、4–6、7–64    |
| 亞軍 | 2005年5月20日  | 費爾干納挑戰賽     | 室外硬地 | 達賴·午東措克                          | Murad Inoyatov （页面存档备份，存于） 丹尼斯·伊斯托明                             | 1–6、3–6          |
| 冠軍 | 2005年7月31日  | 格蘭比挑戰賽       | 室外硬地 | Johan Landsberg （页面存档备份，存于） | Philip Bester 弗蘭克·丹切維奇                                                     | 4–6、7–65、7–5    |
| 冠軍 | 2006年2月12日  | 伯爾尼挑戰賽       | 室外硬地 | Luke Bourgeois （页面存档备份，存于）  | Raphael Durek （页面存档备份，存于） Alun Jones                                   | 6–3、6–2          |
| 亞軍 | 2006年4月23日  | 奇克馬加盧爾挑戰賽 | 室外硬地 | 達賴·午東措克                          | Sanchai Ratiwatana 颂差·拉迪瓦达那                                                | 3–6、2–6          |
| 亞軍 | 2006年7月30日  | 格蘭比挑戰賽       | 室外硬地 | Frank Moser                            | Alessandro Gravina （页面存档备份，存于） Gary Lugassy （页面存档备份，存于）     | 2–6、6–72         |
| 亞軍 | 2007年9月16日  | 北京中國公開賽     | 室外硬地 | 克里斯·哈加德                          | 里克·德霍伊斯特 阿什利·弗爾                                                       | 7–63、0–6、[6–10] |
| 冠軍 | 2007年10月28日 | 首爾挑戰賽         | 室外硬地 | 里克·德霍伊斯特                        | Sanchai Ratiwatana 颂差·拉迪瓦达那                                                | 6–3、7–5          |
| 冠軍 | 2009年11月1日  | 首爾挑戰賽         | 室外硬地 | 里克·德霍伊斯特                        | Sanchai Ratiwatana 颂差·拉迪瓦达那                                                | 7–65、3–6、[10–6] |
| 亞軍 | 2010年1月10日  | 清奈公開賽         | 室外硬地 | 揚科·蒂普薩雷維奇                      | 馬克·洛佩斯 Santiago Ventura Bertomeu                                             | 5–7、2–6          |
| 冠軍 | 2010年4月25日  | 雅典挑戰賽         | 室外硬地 | 里克·德霍伊斯特                        | 羅賓·哈塞 Igor Sijsling                                                           | 6–3、6–4          |
| 冠軍 | 2012年9月30日  | 曼谷公開賽         | 室內硬地 | 達賴·午東措克                          | Eric Butorac 保羅·亨利                                                            | 6–3、6–4          |
| 冠軍 | 2015年1月11日  | 清奈公開賽         | 室外硬地 | 喬納森·梅雷                            | 雷文·克拉森 利安德·帕斯                                                           | 6–3、7–64         |
| 亞軍 | 2015年5月24日  | 日內瓦公開賽       | 室外紅土 | 雷文·克拉森                            | 胡安·塞巴斯蒂安·卡瓦尔 罗伯特·法拉赫                                              | 5–7、6–4、[7–10]  |
| 冠軍 | 2015年11月8日  | 華欣挑戰賽         | 室外硬地 | 李欣翰                                 | 安德烈·貝格曼 普拉夫·拉賈                                                         | W/O               |

## 外部連結
- 盧彥勳在国际奥林匹克委员会的资料
- 官方網站
- 盧彥勳的Instagram帳戶
- 盧彥勳（英文/西班牙文）的官方資料
- 盧彥勳的國際網球總會 職業／青少年 官方資料（英文）
- 盧彥勳的官方資料（英文）
- 中華民國網球協會 - 球星園地
- 盧威儒網球回憶錄(Blog) （页面存档备份，存于）
- 「孤鳥」盧彥勳的心路歷程(Blog) （页面存档备份，存于）
- 盧彥勳的孤涼　台灣選手的菜籽命 （页面存档备份，存于）
- DEUCE網球雜誌專訪 （页面存档备份，存于）（英文）

| 夏季奥林匹克运动会 | 夏季奥林匹克运动会                        | 夏季奥林匹克运动会 |
| ------------------ | ----------------------------------------- | ------------------ |
| 前任： 汪亦岫      | 中華臺北掌旗官 · （與郭婞淳） · 2020 東京 | 繼任： 現任        |